# Йобаї

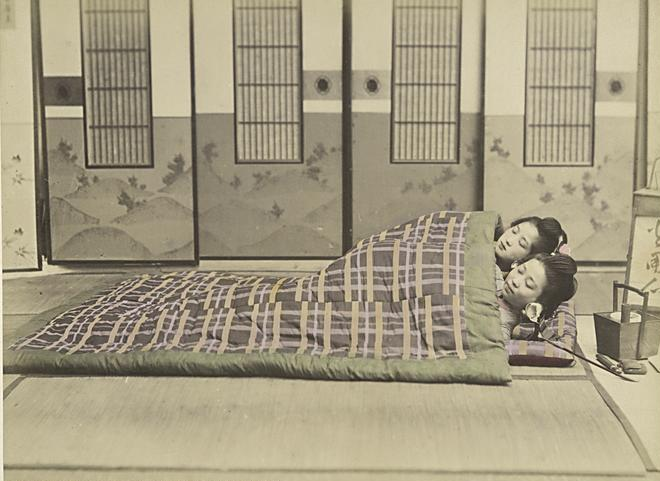
Сплячі дівчата в японському ліжку

Нічне́ відві́дування (яп. 夜這い йобаї) — японська традиція дошлюбного сексу, поширена в сільській місцевості з ранніх років періоду Едо (1603) до початку періоду Мейдзі (1868) і яка збереглася в деяких частинах Японії аж до середини XX століття. Традиція дозволяла молодим чоловікам таємно проникати в будинки дівчат ночами і вступати з ними в сексуальний зв'язок зі згоди партнерки і з мовчазної згоди її батьків.

## Опис
«Нічне відвідування» в традиційному розумінні полягало в тому, що молоді неодружені чоловіки могли вночі проникати у будинки, де проживали молоді неодружені жінки. Безшумно пробравшись в покої жінки, роздягнений чоловік давав зрозуміти про свої наміри, і якщо отримував згоду, вони вступали в сексуальний зв'язок. До ранку чоловік повинен був піти. Батьки дівчини вдавали, що не знають про нічного візитера, навіть якщо це було не так. Незважаючи на підтримувану всіма видимість секретності, про зустрічі, як правило, було відомо заздалегідь як її безпосереднім учасникам, так і батькам жінки, які залишали вхідні двері відкритими і навмисно залишали дівчину в кімнаті одну. Після нічного відвідування, яке закінчилося вагітністю партнерки, від пари потрібно було вступити в шлюб, однак, якщо дитина все ж народжувалася поза шлюбом, то вона приймалася в сім'ю матері. Офіційними батьками в такому випадку «призначалися» батьки матері-одиначки. З урахуванням того, що до початку періоду Мейдзі у японських простолюдинів навіть не було прізвищ, особистість батька в цих умовах практично не мала значення.
Згідно з етнографом Акамацу Кісуке, традиція «йобаі» могла відрізнятися в деяких деталях в залежності від регіону. Кісуке поділяв «нічні відвідини» на три види: закриті — в яких дівчатам дозволялося приймати чоловіків тільки з того ж села; відкриті — коли дівчатам дозволялося приймати жителів інших сіл і повнолітніх проїжджих, як одружених, так і холостяків; напіввідкриті — являли собою різні комбінації з перших двох видів.

## Історія
З встановленням сьогунату Токугава японське суспільство було сильно забюрократизованим і ці фактори поділено на соціальні класи: самураї, ремісники, купці та селяни. Місцева влада записувала соціальний клас кожної сім'ї в сімейному реєстрі (яп. 戸籍 косекі), стежили за тим, щоб діти, народжені в цій родині, не могли вступити у шлюб з членом іншого соціального класу. У зв'язку з цим в Японії, особливо у вищих соціальних прошарках, були дуже поширені шлюби за домовленістю. У простолюдинів, навпаки, існувала відносна свобода вибору партнера, і традиція «нічного відвідування», після якої молоді люди нерідко вступали в шлюб, розглядалася батьками дівчини як один із способів видати дочку в шлюб. Найбільш широко традиція була поширена на південному заході країни, де патріархальні звичаї були не настільки сильні, на відміну від півночі, і поняття моногамного шлюбу було досить умовним.
З падінням сьогунату соціальні класи були скасовані, і для вступу в шлюб вже не було потрібно дозволу влади. Тим не менш значна частина населення, особливо в сільській місцевості, продовжувала практику шлюбів за домовленістю, що негласно включала традицію «нічних відвідин». Однак державна політика одношлюбності змінила ставлення до «йобаі» з позитивного або нейтрального на негативний, і «нічні відвідини» стали засуджуватися як аморальні. У міру індустріалізації країни традиція ще зберігалася в сільських і гірських районах країни аж до середини XX століття, але в підсумку поступилася романтичним побаченням в «готелі для закоханих», лазнях і на курортах.

## Сучасність
- У сучасності додалося ще одне значення — вештання між ресторанами, барами та клубами після роботи[11].
- У відеогрі Way of the Samurai 4[en] є мінігра названа «Йобаї», де гравець проходить нічний візит.